# 240 هـ
240 هـ هي سنة في التقويم الهجري امتدت مقابلةً في التقويم الميلادي بين سنتي 854 و855.

## أحداث
- معركة وادي سليط

## مواليد
- أبو جعفر بن حمدان
- ابن أبي حاتم
- محمد بن جعفر الخرائطي

## وفيات
- أبو الحارث الليث بن خالد
- أبو القاسم الزجاجي
- أبو بكر الوراق
- أحمد بن خضرويه
- ابن أبي دواد الإيادي
- خليفة بن خياط
- زينب الحسينية
- العباس بن هشام الكلبي
- قتيبة بن سعيد
- محمد بن عبد الله بن نمير
- سحنون بن سعيد التنوخي
- سويد بن نصر
- أحمد بن أبي دؤاد